# El ojo de la Patria
El Ojo de la Patria es una novela del escritor y periodista argentino Osvaldo Soriano, publicada en 1992.
- Datos: Q5825958